# Neckermann (Versandhandel)

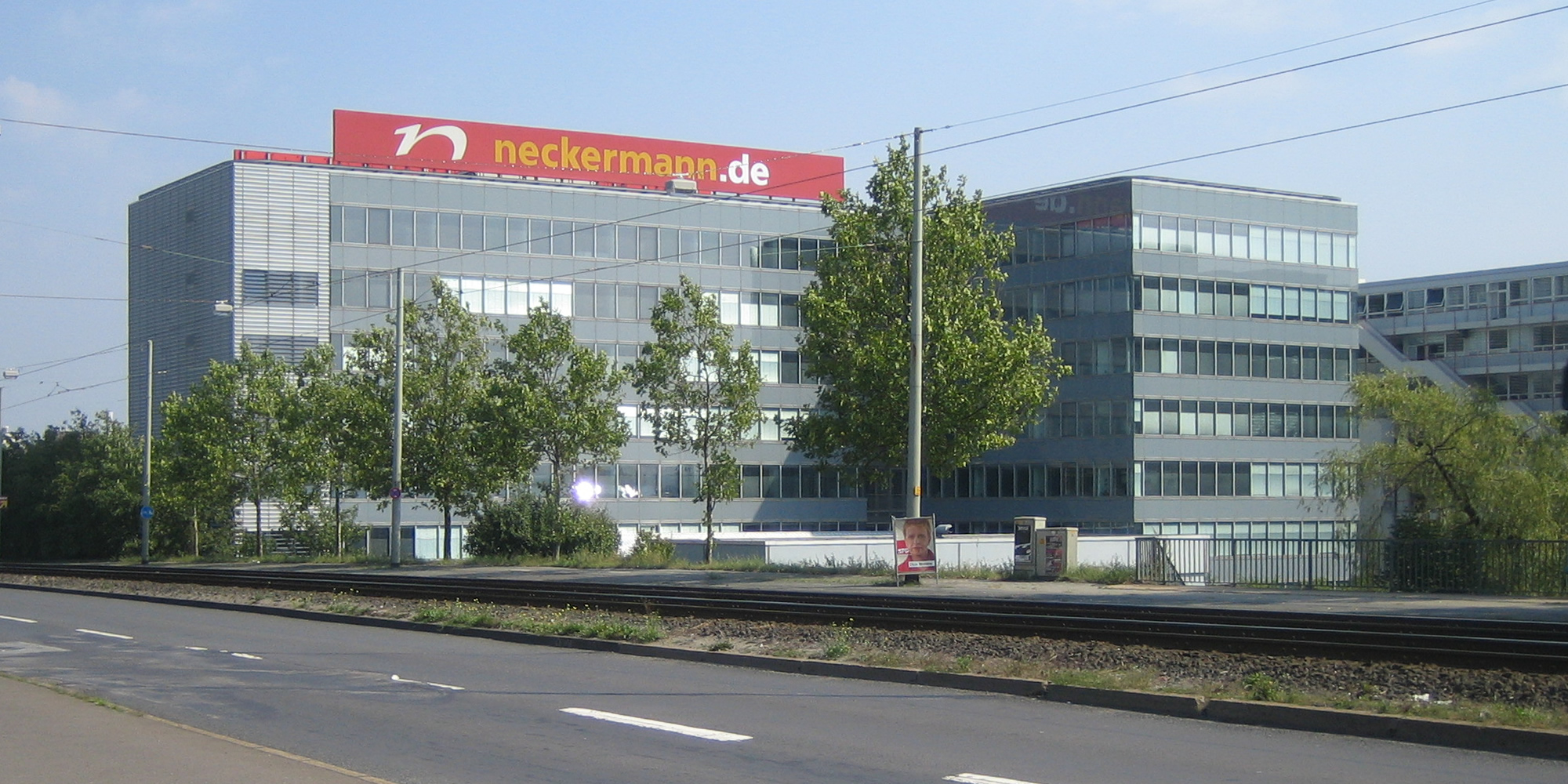
Neckermann-Zentrale in Frankfurt am Main

Neckermann war eines der führenden Versandhandelsunternehmen in Europa. Josef Neckermann gründete im Jahr 1948 – dem Jahr der Währungsreform – ein Textilunternehmen namens Neckermann KG. Der erste Katalog – zu seiner Zeit noch „Preisliste“ genannt – umfasste zwölf Seiten und 133 Textilangebote; die Auflage betrug 100.000 Stück. Am 1. April 1950 gründete Neckermann die Neckermann Versand KG in Frankfurt am Main. Ab 1995 betrieb die GmbH unter neckermann.de einen eigenen Online-Shop, über den fast 80 Prozent des Umsatzes abgewickelt wurden. Im Jahr 2012 wurde das Unternehmen aufgelöst. Die Markenrechte wurden von der Otto-Gruppe übernommen, die bis 2021 einen Onlineshop unter dem Namen Neckermann betrieb.

## Vorgeschichte des Unternehmens

### Josef Neckermanns Karriere während der Zeit des Nationalsozialismus
Der aus einer wohlhabenden Würzburger Unternehmerfamilie stammende Josef Neckermann war nach einer Banklehre 1931 in die väterliche Kohlenhandlung eingetreten. Im Zuge der mit unter führender Beteiligung der NSDAP mittels Zwangsverkäufen (zum halben Verkehrswert oder häufiger auch weniger) durchgeführten „Arisierung“ jüdischer Firmen erwarb der Jungunternehmer 1935 von Siegmund Ruschkewitz dessen Textilkaufhaus in Würzburg sowie das Niedrigpreisgeschäft Merkur mit insgesamt 130 Angestellten sowie 60 Außendienstmitarbeitern. Vor dem Hintergrund der kurz zuvor erlassenen Nürnberger Gesetze unterschrieb Ruschkewitz am 25. Oktober 1935 den Kaufvertrag, der einen Kaufpreis (100.000 Mark, wovon Neckermann allerdings nur 46.000 auf ein Sperrmark-Konto überwies) weit unter Wert festlegte. Ein drittes Warenhaus erwarb Neckermann mit dem Kaufhaus Vetter, ebenfalls in Würzburg ansässig und bereits durch den Vorbesitzer „arisiert“.
Durch die Übernahme eines weiteren im jüdischen Besitz befindlichen Unternehmens, der Wäschemanufaktur Karl Joel, entstand 1937 die Wäsche- und Kleiderfabrik Josef Neckermann. Das von Karl Amson Joel (dem Großvater des Pianisten und Sängers Billy Joel) 1928 in Nürnberg gegründete und seit 1934 mit einem Versandzentrum auch in Berlin ansässige Unternehmen war seinerzeit der viertgrößte Textil-Versandhandel Deutschlands. Das NSDAP-Mitglied Neckermann verweigerte jedoch die Zahlung des für die Übernahme vereinbarten Kaufpreises über 2,3 Millionen Reichsmark. Joel musste seinerseits, von Gestapo und SS verfolgt, über die Schweiz in die USA fliehen und wurde erst 1957 nach einem langwierigen Wiedergutmachungsverfahren mit 2 Millionen DM entschädigt. Der „Kauf“ beinhaltete auch den Mietvertrag der Berliner Villa von Karl Joel, die Neckermann 1938 gemeinsam mit seiner Frau Annemarie bezog.
Josef Neckermann versuchte in den darauf folgenden Jahren, neben den Kaufhäusern und dem Versandhandel auch an staatliche Aufträge zu kommen. Ein erster wichtiger Kontakt Neckermanns war der zu Fritz Todt, der anlässlich des geplanten Westwalls zustande gekommen war. Auf die Aufträge der Organisation Todt des damaligen „Generalinspektors für Bauwesen“ hin lieferte Neckermann ab 1938 Wolldecken und Arbeitskleidung für die 100.000 Arbeiter. Daneben machte sich Neckermann in der NS-Zeit auch seine Bekanntschaft mit dem Textilfabrikanten Hans Kehrl zunutze, der ab 1934 Wirtschaftsbeauftragter des Führers und Reichskanzlers war.
Gemeinsam mit Hertie-Chef Georg Karg, der sein Warenhaus in den 1930er Jahren wie Neckermann durch „Arisierung“ begründet hatte, gründete Josef Neckermann Ende 1941 die Zentrallagergemeinschaft für Bekleidung (ZLG). Das als Gesellschaft des öffentlichen Rechts gegründete Unternehmen diente als Schnittstelle zwischen den „Bedarfsträgern“ staatlicher und militärischer Stellen und den Textilherstellern, so meldeten Wirtschaftsministerium und Wehrmacht ihren Bedarf an Kleidung an die ZLG, die daraufhin Aufträge an die Hersteller vergab. Dass die ZLG in dieser Funktion ein Monopol erreichte, verdankte Neckermann vor allem seiner Bekanntschaft mit Otto Ohlendorf, den er 1939 bei einer Betriebsbesichtigung kennen gelernt hatte, und der auch stiller Teilhaber an der ZLG war. Der SS-Sturmbannführer Ohlendorf war es auch, der Neckermann Informationen sowohl für Rohstoffbezugsquellen als auch über Transportmöglichkeiten verschaffen konnte. Die ZLG musste zwar alle Textilmanufakturen gleichberechtigt mit Aufträgen versorgen, doch Neckermann hatte so die Kontrolle über die Konkurrenz und schanzte seinen Unternehmen attraktive Bestellungen zu.
Nachdem Fritz Todt Anfang 1942 bei einem Flugzeugabsturz verunglückt war, wurde Albert Speer als neuer Reichsminister für Bewaffnung und Munition eingesetzt. Neckermann kontaktierte ihn umgehend und erhielt von ihm den Auftrag, Winteruniformen für die Wehrmacht zu entwerfen. Speer hatte die Idee, dass Neckermann seine Kollektion Hitler selbst zu dessen 53. Geburtstag im Führerhauptquartier Wolfsschanze präsentieren solle. Die Uniformen überzeugten, und Neckermann erhielt den Auftrag, im Sommer 2,5 Millionen Stück herzustellen, die für den Winter an der Ostfront benötigt wurden. Neckermann stieg unter Speer zum Leiter der Reichsstelle Kleidung auf.

### Nachkriegsjahre 1945 bis 1948 in München
Die von Joel übernommene Villa in der Berliner Tannenbergallee war bei einem Bombenangriff im Dezember 1943 zerstört worden, die Familie zog daraufhin zu Annemarie Neckermanns Vater nach Rottach am Tegernsee. Josef Neckermann selbst wohnte im Jahr 1944 und in den letzten Kriegsmonaten 1945 im Berliner Hotel Adlon und flüchtete erst Ende April, wenige Tage vor Kriegsende, zu seiner Familie an den Tegernsee. Im Juni 1945 wandte er sich in München an Karl Arthur Lange, seit 1941 Chef der Löwenbräu-Brauerei und von der amerikanischen Besatzungsmacht als neuer bayerischer Wirtschaftsminister eingesetzt, mit dem Anliegen, die verbliebenen Kleidungsbestände der ZLG in Bayern zu finden. Lange setzte Neckermann als „Leiter der Bayerischen Landesstelle für Textilwirtschaft“ ein und stellte ihm eine Dienstwohnung in Lochham zur Verfügung.
Nach dem Krieg waren die im Dritten Reich durch „Arisierung“ übernommenen Betriebe gemäß Militärgesetz Nr. 52 von August 1945 in die Treuhandschaft des alliierten Kontrollrats gekommen, den neuen Inhabern wurde die Wiederaufnahme der Geschäftstätigkeit und der Zugriff auf deren Vermögen untersagt. Trotz des Verbots versuchte Neckermann neben seiner Tätigkeit für das Wirtschaftsministerium, seine Geschäfte in Würzburg wieder aufzunehmen. Seine Betriebe dort waren bei den Fliegerangriffen am 16. März allerdings bis auf das Modehaus Vetter zerbombt worden. Außerdem versuchte er, zwei Betriebe der vormaligen ZLG unter seine Kontrolle zu bringen. Dafür wurde er von einem Militärgericht im Dezember 1945 wegen Verstoßes gegen das Kontrollratsgesetz zu einem Jahr Arbeitslager verurteilt. Rund die Hälfte seiner Haftzeit verbrachte der im Sommer 1946 an Tuberkulose erkrankte Neckermann in einem Krankenhaus. Die Genesungszeit wurde auf die Strafe angerechnet, Neckermann war Ende 1946 wieder gesund und ein freier Mann. Ein gesundheitlicher Rückschlag fesselte ihn Anfang 1947 nochmals für einige Monate ans Krankenbett.
In München fand auch der Entnazifizierungsprozess des Josef Neckermann statt, er endete am 3. Mai 1948. Neckermann verdankte es in erster Linie seinem Anwalt Rudolf Zorn, dass er in die Kategorie III der „Mitläufer“ des NS-Regimes eingestuft wurde und mit einer Geldbuße von 2.000 Mark davonkam. Sein Verhalten gegenüber den jüdischen „Geschäftspartnern“ wurde als stets korrekt dargestellt.

## Gründung und Aufstieg in den 1950er und 1960er Jahren

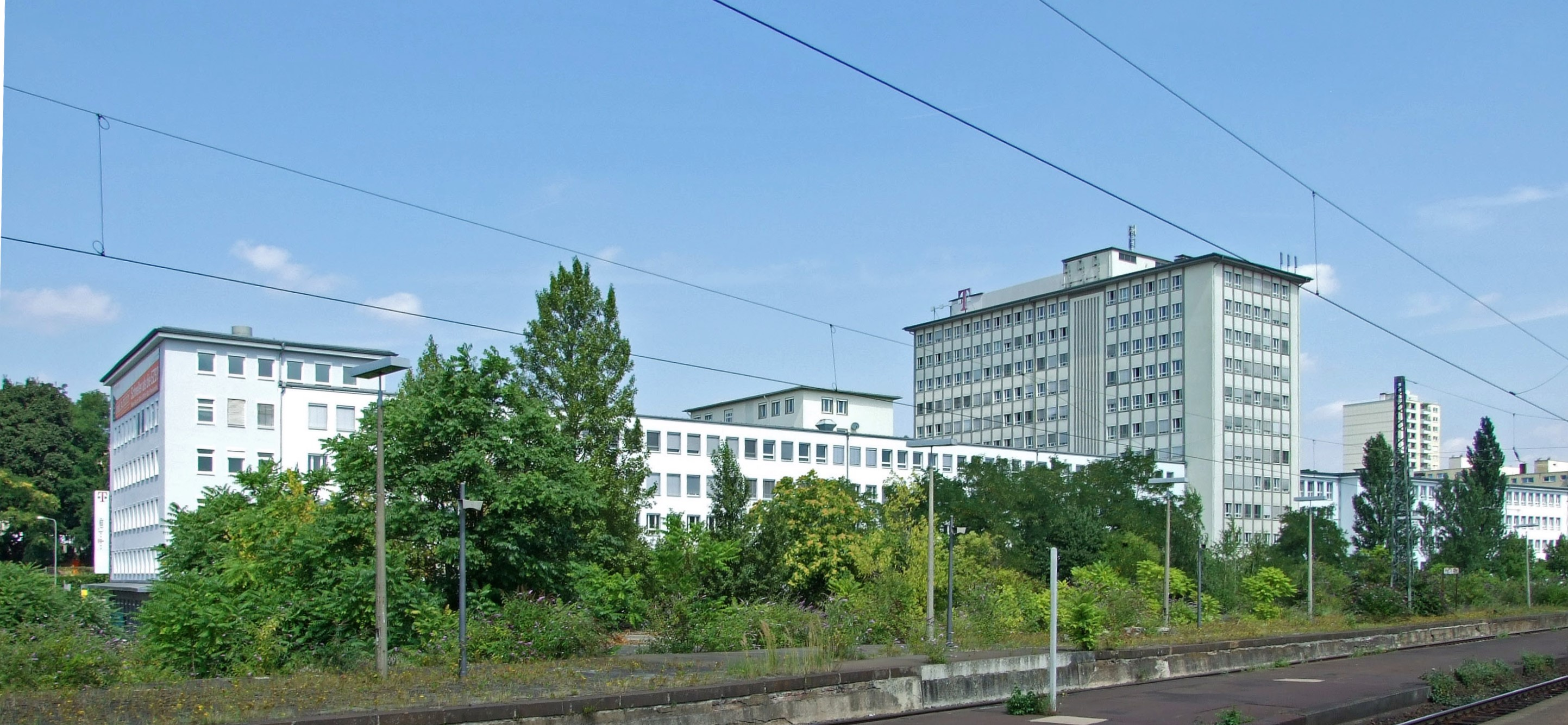
Der frühere Firmensitz am Danziger Platz (1953–60)

### Unternehmensgründung in Frankfurt
Eine Familientragödie war im Mai 1948 der Anlass für den Umzug von München nach Oberursel bei Frankfurt am Main: Josef Neckermanns Schwester Maria-Barbara verunglückte gemeinsam mit ihrem Mann Mitte Januar bei einem Autounfall tödlich. Das Ehepaar Josef und Annemarie Neckermann adoptierte deren drei Töchter und bezog das Haus der Familie in Oberursel. Im selben Jahr wurde am 20. Juni die DM als neue Währung eingeführt und das Rationierungsgesetz durch den zu dieser Zeit noch als „Direktor der Verwaltung für Wirtschaft des Vereinigten Wirtschaftsgebietes“ amtierenden späteren Wirtschaftsminister Ludwig Erhard aufgehoben.
Am 6. September 1948 wurde die Textilgesellschaft Neckermann KG gegründet, der Sitz des Unternehmens war in der Mainzer Landstraße in Frankfurt. Josef Neckermann selbst wurde offiziell nicht sofort aktiv, das Kontrollratsgesetz war noch immer in Kraft und wurde erst am 10. November wieder aufgehoben. Der Eintrag im Handelsregister lautete auf den Namen seiner Frau Annemarie, und als Geschäftsführer setzte er Theodor Betzen ein, den er von dessen Tätigkeit für die „Reichsgruppe Handel“ her kannte. Mit zwei Büroetagen und einer Textilgroßhandlung bereitete Neckermann hier seinen Wiedereinstieg in das Versandhandelsgeschäft vor, Bezugsquellen und Logistik mussten aufgebaut und Adressen für den Katalogversand beschafft werden.
Die Gesellschaft ging am 1. April 1950 in die Neckermann Versand KG über, deren einziger Komplementär Josef Neckermann war. Das Unternehmen startete mit 107 Angestellten und einem nur geringen Anfangskapital von 450.000 DM. Diese Summe war von den Alliierten aus dem Vermögen seiner Würzburger Geschäfte wieder freigegeben worden. Durch Aufnahme eines Kommanditisten wurde das Kapital auf nominell 21,5 Millionen DM erhöht und durch langfristige Darlehen von Gesellschaftern und Banken verstärkt.
Für den Firmensitz erhielt Neckermann auch Angebote anderer Städte, er entschied sich letztlich aber – nicht zuletzt aufgrund der erstklassigen Verkehrsanbindung und seiner für den deutschlandweiten Versand günstigen Lage – für Frankfurt. Die Stadt kam Neckermann unter Oberbürgermeister Walter Kolb zudem bei der Verpachtung eines geeigneten Firmengeländes entgegen: Für das 6.500 m² große Gelände am Danziger Platz in Nachbarschaft zum Frankfurter Ostbahnhof garantierte sie dem Unternehmen auf 99 Jahre einen Pachtzins von einer Mark pro Quadratmeter, außerdem übernahm sie eine Ausfallbürgschaft in Höhe von 1,2 Millionen Mark für den Neubau. Das neue Kauf- und Versandhaus wurde am 11. Juni 1951 eröffnet, die Familie Josef Neckermanns bezog die beiden oberen Stockwerke des Hauses. Noch im selben Jahr eröffnete Neckermann in Trier, Kassel, Hanau, Rosenheim sowie in Würzburg (im ehemaligen Ruschkewitz-Kaufhaus) weitere Verkaufsstellen.
Seit 1948 hatte sich Neckermann eine Kartei mit 100.000 Adressen aufgebaut und die Logistik für den Versand organisiert; neben dem direkt am Ostbahnhof gelegenen neuen Firmengebäude hatte er bereits 1950 in Kelsterbach ein 1.000 m² großes Büro- und Lagergebäude angemietet. Der erste Neckermann-Katalog, der noch ein zwölfseitiges Heft mit dem Titel „Preisliste 119“ war, in dem 133 preisgünstige Textilartikel angeboten wurden, erschien im März 1950 in einer Auflage von 100.000 Stück. Neckermann gab dem ersten Katalog die Nummer 119, um so eine lange Versandhaustradition vorzutäuschen; schließlich war die Konkurrenz in diesen Jahren groß, auf dem Markt tummelten sich rund 4.000 Versandhändler. Bereits im ersten Jahr wurde ein Umsatz von 10 Millionen DM erzielt.

### Wirtschaftswunder Neckermann
Der Nachholbedarf an Konsumgütern in den 1950er Jahren war immens, Neckermann stieß aufgrund der niedrigen Preise auf eine hohe Nachfrage und hatte bald eine große Stammkundschaft gewonnen. Eine seiner wichtigsten Klientel in diesen Jahren waren die Heimatvertriebenen auf dem „flachen Land“, die sich sowohl durch die Zusendung seiner Kataloge als auch durch die niedrigen Preise in besonderem Maße angesprochen fühlten.

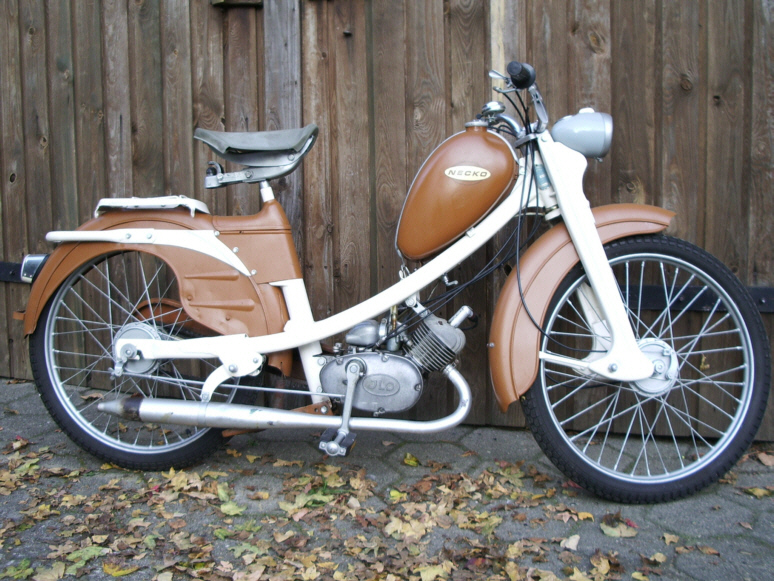
Moped Necko, Bj. 1957, Hersteller: Geier Werke

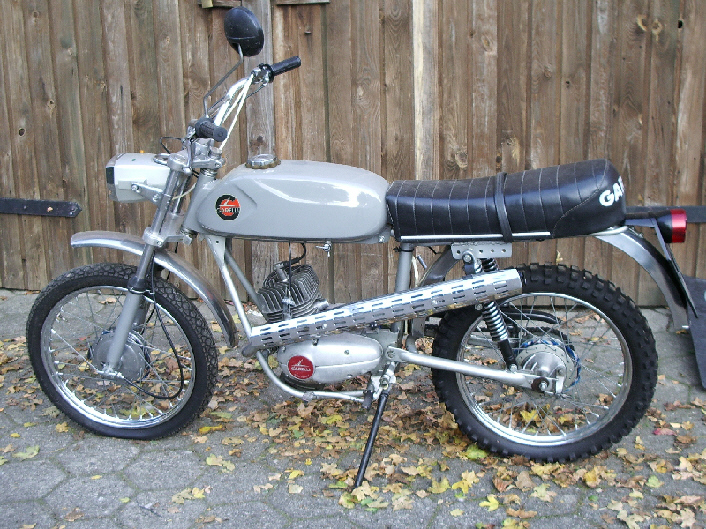
Kleinkraftrad Garelli Cross Bj. 1968

1953 wurde das Angebot um Kleinmöbel, Lederwaren, Lampen, sowie durch ein – mit einem Preis von 187 DM konkurrenzlos günstiges – Rundfunkgerät erweitert. Im Jahr darauf konnte man bei Neckermann auch Kühlschränke und Fernsehgeräte (darunter war eines mit 648 Mark ein Drittel günstiger als bei der Konkurrenz), ab 1955 auch Fahrräder und Waschmaschinen bestellen, im Verlauf der ersten fünf Jahre war der Katalog bereits von zwölf auf 200 Seiten angewachsen. Von 1956 an wurden sogar Mopeds unter dem Markennamen Necko (nach Josef Neckermanns Spitznamen benannt) sowie der aus der DDR stammende Simson Spatz angeboten, ab 1968 vertrieb man unter der Markenbezeichnung Neckermann MZ auch ostdeutsche Zweitaktmotorräder des VEB Motorradwerk Zschopau. Mit dem hauseigenen Neckermann-MZ-Rennteam nahm man von 1968 bis 1969 erfolgreich an Motorradweltmeisterschaftsläufen teil. Der Neckermann-Fahrer Dieter Braun gewann 1968 und 1969 die deutsche Motorrad-Straßenmeisterschaft in der 125-cm³-Klasse auf MZ. Gleichzeitig bot man Garelli-Mofas, -Mokicks und -Kleinkrafträder zu Dumpingpreisen an, um so in den deutschen Moped- und Kleinkraftradmarkt einzudringen, der fest in der Hand von Kreidler, Hercules und Zündapp war.
Der Umfang des Katalogs, der zwei Mal jährlich in einer Frühjahr/Sommer- und einer Herbst/Winter-Ausgabe versandt wurde, wuchs innerhalb weniger Jahre auf über 300 Seiten und seine Auflage auf 3 Millionen Stück, der Umsatz der Neckermann Versand KG betrug bereits im Jahr 1954 beachtliche 300 Millionen DM. Neckermann wurde zu einer der Galionsfiguren des deutschen Wirtschaftswunders, seine Angebotspalette an „für Jedermann“ erschwinglichen Konsumgütern entsprach der von Wirtschaftsminister Ludwig Erhard ausgegebenen Devise „Wohlstand für alle“.
Vor allem der Elektro-Einzelhandel litt unter der aggressiven Preispolitik des Versandhandels und verzeichnete Umsatzeinbrüche. Kostete beispielsweise eine Constructa-Waschmaschine im Fachhandel 1.600 Mark, konnte man dasselbe Modell bei Neckermann für 950 DM bestellen. Dass das AEG-Logo beim Neckermann-Produkt durch ein Logo mit einem durch Sternchen verzierten „N“ ersetzt wurde, störte die Kundschaft herzlich wenig. Neckermann diktierte die Preise, die Wochenzeitung Die Zeit schrieb dazu am 8. März 1956:

„Die Frankfurter Versandhaus Neckermann K. G. hat in diesen Tagen ihren Katalog in einer Auflage von 2 ½ Mill. Stück verschickt. Auf 200 Seiten unterbreitet das rührige Unternehmen sein Angebot an Konsumartikeln vom Taschentuch bis zum Moped. […] Er stellt einen Maßstab dar, mit dem jeder Konsument die Preisgestaltung des gesamten Einzelhandels in vergleichbaren Waren beurteilen kann. Solange der Neckermann-Katalog gilt, vermag deshalb auch die Konkurrenz mit ihren Preisen von diesem Angebot nicht allzuweit abzugehen.“

In einem Rundschreiben rief die Innung im Februar 1954 alle Elektrohändler dazu auf, die Installation und die Reparatur von Neckermann-Geräten zu verweigern. Das war ein Eigentor, wie sich herausstellen sollte: Neckermann ging gegen dieses Schreiben vor Gericht, und dieses verurteilte die Elektro-Innung zum Widerruf. Zudem baute er nun einen eigenen technischen Kundendienst auf, wofür ein flächendeckendes Service-Netz mit bis zu 200 Annahmestellen nebst 250 mobilen Service-Mitarbeitern eingerichtet wurde. Diese Investition zahlte sich aus, der Absatz von Elektrogeräten stieg in der Folge weiter an.
Hinzu kamen als „Verkaufsstellen“ bezeichnete Warenhäuser in 19 Städten, das Flaggschiff der Kette war ein großflächiger Neubau an der Frankfurter Zeil, der 1956 eröffnet wurde.

### Die Konkurrenten
Mitte der 1930er Jahre waren vier Unternehmen in der Textil-Versandbranche des Deutschen Reichs führend:
- Gustav Schickedanz, ein in Fürth ansässiger Textilhändler, hatte seine 1922 gegründete Großhandlung 1927 um das Versandhaus Quelle erweitert und stieg damit innerhalb weniger Jahre zur Nummer eins der Branche auf: 1935 hatte er 50 % Marktanteil.
- Wilhelm Schöpflin hatte im badischen Haagen ab 1930 ein Textil-Manufaktur und -Versandunternehmen aufgebaut.
- Josef Witt aus Weiden in der Oberpfalz hatte seine berufliche Laufbahn 1907 als Hausierer begonnen – 1934 beschäftigte Witt Weiden rund 5.000 Mitarbeiter in seinen Fabriken und Vertriebsunternehmen.
- Das von Neckermann übernommene Unternehmen von Karl Joel war zu dieser Zeit die Nummer vier der Branche.

Nach dem Zweiten Weltkrieg gründete der aus Berlin stammende Werner Otto eine Schuhfabrik in Hamburg. Nachdem diese gescheitert war, versuchte er sich im August 1949 als Versandhändler für Schuhe und verteilte sein Angebot in 300 Exemplaren eines 14-seitigen Hefters an die Haushalte. Aus diesen bescheidenen Anfängen wuchs mit dem Otto-Versand in den darauf folgenden zwei Jahrzehnten das zweitgrößte Universalversandhaus Deutschlands heran. Otto beschränkte sich allerdings zunächst in erster Linie auf den Norden der Bundesrepublik.
Auch die Konkurrenten aus der Vorkriegszeit nahmen in dieser Zeit den Wettbewerb wieder auf. Schöpflin startete 1948 mit einem Großversandhaus in Brombach ebenso wie Witt in Weiden. Beide Unternehmen beschränkten sich aber auf den Textil- und Modebereich und zunächst auf regionale Märkte und wuchsen daher nicht in dem Maße wie die drei Branchengrößen der folgenden Jahre, Quelle, Otto und Neckermann. Mit Ausnahme von Quelle, welches im Jahr 2009 aufgrund der Insolvenz des Mutterkonzerns Arcandor AG (bis 2007 KarstadtQuelle AG) liquidiert wurde, sind diese auch bis heute erhalten.
Die Marktführer Neckermann Versand und Quelle Schickedanz beherrschten in den 1950er Jahren die Versandhausbranche. Sie bekämpften sich auch auf dem Gerichtsweg gegenseitig, so erreichte Quelle beispielsweise im Juni 1955 beim Landgericht Stuttgart durch eine einstweilige Verfügung, dass fünf Artikel (ein Schlafanzug, ein Wandbild, jeweils ein Paar Turnschuhe und Damensandaletten sowie ein Teppich) aus dem Neckermann-Katalog nicht mehr vertrieben werden durften, weil sie der im Katalog beschriebenen Qualität nicht entsprachen. Zudem musste eine Passage des Katalogs, in dem eine Qualitätsgarantie abgegeben wurde, gestrichen werden. Dieser Prozess, dessen Urteil in mehreren überregionalen Zeitungen pflichtabgedruckt werden musste, war nur der Anfang einer darauf folgenden Serie von Gerichtsverfahren.
Eine Ironie des Schicksals ist, dass die von den beiden „Erzfeinden“ in der Nachkriegszeit aufgebauten Unternehmen schließlich gemeinsam einen Dritten, den Warenhauskonzern Karstadt, zum größten Versandhändler Europas machten – wenn auch erst Jahre nach dem Tod der Patriarchen: Gustav Schickedanz starb 1977, Josef Neckermann 1992.

### Umzug in die Hanauer Landstraße

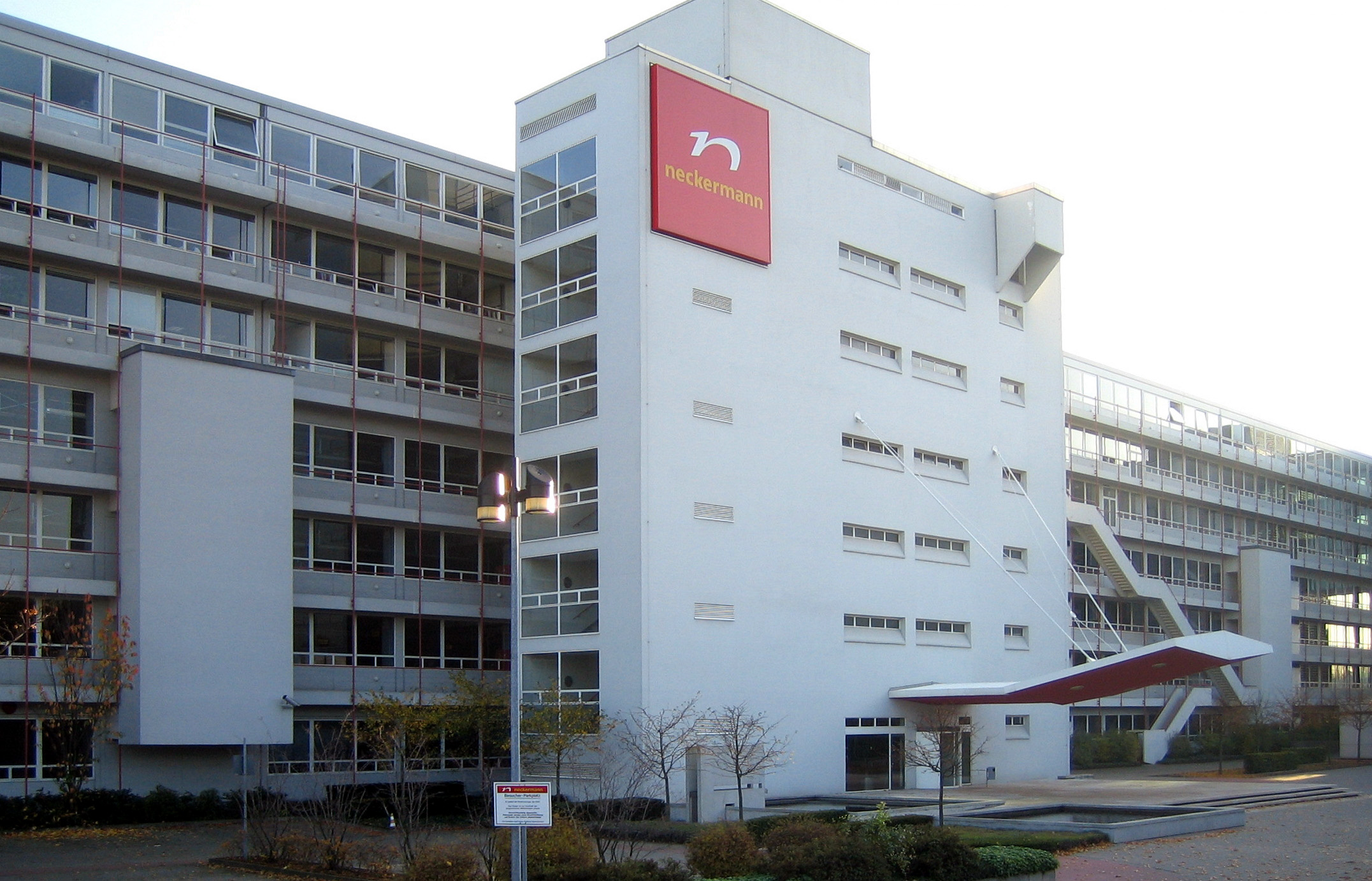
Späterer Haupteingang der Neckermann-Zentrale. Auffällig die Schächte und Treppen an der Fassade.

Das Unternehmen expandierte weiter, und mit ihm die Zahl der Mitarbeiter. Hatte Neckermann 1950 noch mit 107 Angestellten begonnen, war deren Zahl bereits Ende 1951 auf 1.700 gestiegen. 1958 waren im Gesamtunternehmen über 6.000 Menschen beschäftigt, davon ein Großteil in Frankfurt. In Stoßzeiten wie dem Vorweihnachtsgeschäft wurde darüber hinaus noch eine stattliche Zahl von Aushilfskräften benötigt.
Der Gebäudekomplex der Neckermann-Zentrale am Danziger Platz war zu klein geworden, so dass man sich zu einem Neubau an der Hanauer Landstraße 360 im Frankfurter Stadtteil Fechenheim entschloss. Das vom Architekten Egon Eiermann entworfene, 256 Meter lange und 56 m breite sechsstöckige Gebäude wurde in den Jahren 1958 bis 1961 geplant und gebaut. Auffälliges Merkmal des nüchternen Zweckbaus waren und sind die vier außen angebrachten Treppenaufgänge (jeweils zwei an beiden Längsseiten), mit denen man Platz für Treppenhäuser einsparte. Der neue Firmensitz wurde am 15. September 1960 bezogen und war bis zum Ende Sitz des Unternehmens. Zur Optimierung der Bestellabwicklung wurde eine IBM-Großrechenanlage installiert. Die Bestelldaten wurden im so genannten „Locherraum“ zunächst mittels schreibmaschinenähnlicher Geräte auf Lochkarten und anschließend auf Magnetbänder übertragen, und der Großrechner übernahm dann das Schreiben der Rechnungen und die dazu notwendigen Vorarbeiten. Das Gebäude gilt heute als Architekturikone der 1960er Jahre, wurde jedoch von einem Anbau an der Hanauer Landstraße teilweise zugebaut.
In der Frankfurter Versandzentrale arbeiteten 1965 3.811 Mitarbeiter, in den Textilfabriken in Frankfurt, Darmstadt und Essen wurden darüber hinaus weitere 14.297 Menschen beschäftigt. Insgesamt erwirtschaftete die Neckermann-Gruppe in diesem Jahr erstmals mehr als 1 Milliarde DM.

### „Neckermann macht’s möglich“
Gegen den Firmenslogan „Besser dran mit Neckermann“ erwirkte die Konkurrenz mehrere einstweilige Verfügungen aufgrund vergleichender Werbung; Anfang 1960 mussten deswegen 900.000 bereits gedruckte Kataloge wieder eingestampft werden, und der Spruch wurde schließlich per Gerichtsbeschluss verboten mit der Begründung, Neckermann „verschmähe die Mitbewerber“.
Mitte 1961 wurde der neue Werbespruch „Neckermann macht’s möglich“ geboren, doch dieser war nicht etwa eine Schöpfung von McCann oder einer der anderen darauf angesetzten Werbeagenturen. Einem Teilnehmer einer Arbeitssitzung, in der wieder einmal seit Stunden vergeblich über eine griffige Formulierung nachgedacht wurde, knurrte der Magen, und auf die mürrische Frage, ob es denn bei Neckermann nicht möglich sei, etwas zu essen zu bekommen, sprang ein junger Mitarbeiter auf, kehrte kurze Zeit später mit einem Tablett mit heißen Würstchen zurück und servierte diese mit den Worten: „Hier! Neckermann macht’s möglich!“.

### Fertighäuser, Versicherungen und Fernreisen
Josef Neckermann weitete die Angebotspalette ab Anfang der 1960er Jahre über das reine Konsumgütergeschäft aus. Um das für die Investitionen notwendige Kapital zu beschaffen, und trotz steigenden Umsatzvolumens hoher Verbindlichkeiten ging er mit seinem Unternehmen an die Börse und wandelte Anfang 1963 die Neckermann Versand KG in eine Kommanditgesellschaft auf Aktien (KGaA) um. Die offiziell zum 15. Februar ausgegebenen Aktien waren zu 200 % überzeichnet und hatten, als sie in den offiziellen Börsenverkehr gelangten, bereits einen Wert von 300 % des Ausgabewerts. 1963 war auch das Jahr, in dem Neckermanns Sohn Peter, der zuvor Betriebswirtschaftslehre studiert hatte und ein Jahr zuvor in das Unternehmen eingetreten war, in die Geschäftsführung aufstieg.
Noch 1963 wurde die Neckermann Eigenheim GmbH gegründet, die günstige Fertighäuser schlüsselfertig anbot. Innerhalb von zehn Jahren wurden 25.000 Häuser gebaut. Als günstigstes Angebot führte man mit 4.750 Mark das 20 m² große Ferienhaus „Hobby“ für den Garten im Katalog. Ebenfalls 1963 entstand in Kooperation mit der Nationwide Insurance Co., dem drittgrößten Versicherungsunternehmen der USA, die Neckura-Versicherungs-AG.
Im Hauptkatalog von 1963 wurden zudem erstmals günstige Flugreisen angeboten, die zunächst in Zusammenarbeit mit Hotelplan, einem Schweizer Ferienunternehmen mit Reisebüros auch in Deutschland, organisiert wurden. Der erste Reiseprospekt war ein sechsseitiges Faltblatt, in dem 15-tägige Flugreisen nach Spanien (Mallorca und Costa del Sol), Tunesien, an die rumänische Schwarzmeerküste und nach Jugoslawien (Süddalmatien und Montenegro) angeboten wurden. Die Flüge wurden vorwiegend von der Condor Flugdienst GmbH mit Flugzeugen vom Typ Vickers Viscount 814 durchgeführt.
Auf Anhieb gingen 18.000 Buchungen ein, im zweiten Geschäftsjahr konnte man bereits 35.000 Gäste begrüßen. Zum Ausbau des Reisegeschäfts wurde das Unternehmen unter dem Namen Neckermann und Reisen GmbH & Co. KG (NUR) selbständig. Die NUR kaufte – auch in der Vor- und Nachsaison – große Kapazitäten an Charterflug-Sitzen und Hotelbetten, konnte so Preisvorteile erzielen und äußerst günstige Pauschalreisen anbieten. Zusätzlich zum Vertrieb der Reisen über den Katalog wurden in den Neckermann-Warenhäusern ab 1965 insgesamt 70 Verkaufsstellen für NUR-Reisen eingerichtet.
Das Angebot wurde sukzessive erweitert, neben Fernreisen nach Thailand und Ostafrika bot man den „Neckermännern“, wie die Kunden der NUR betitelt wurden, auch Reisen in die UdSSR an. Ende der 1960er Jahre war das Unternehmen der führende Anbieter von Flugreisen in Deutschland, 1970 wurde der Millionste Fluggast der NUR auf dem Frankfurter Flughafen begrüßt. Anfang der 1970er Jahre wurden neue Konzepte wie „Aktivurlaub“ (NUR-Skischule, NUR-Segelschule) und der „Cluburlaub“ (erstmals 1972 unter dem Namen „Aldiana“ in Senegal angeboten) entwickelt.

## Übernahme durch Karstadt

### Ursachen des wirtschaftlichen Abstiegs
Die beiden großen Konkurrenten im Versandhandel, Quelle und Otto, hatten bereits 1958 bzw. 1966 höhere Umsätze erzielt als Neckermann, Discounter sowie Abholgroßmärkte wie jene der Metro AG (dort „Cash & Carry“ genannt) machten der Versand- und Warenhaussparte des Unternehmens seit den 1960er Jahren zusätzlich Konkurrenz.
Obwohl die Umsätze des Neckermann-Konzerns über zwei Jahrzehnte angewachsen waren, schrieb das Unternehmen rote Zahlen, Folge der eigenen gnadenlosen Preispolitik. Die von Josef Neckermann ausgegebene Maxime „Großer Umsatz, kleiner Gewinn“ war auf Dauer nicht aufgegangen, die Finanzdecke war aufgrund der geringen Rendite von Anfang an dünn gewesen, so dass sich Verbindlichkeiten in dreistelliger Millionenhöhe aufgetürmt hatten, die bis Mai 1963 auf 131 Millionen DM angewachsen waren, so dass die Banken bereits drohten, die Finanzierung einzustellen. Neckermann konnte sein Unternehmen jedoch, unter anderem durch Lieferantenkredite und durch den Börsengang 1963 sowie die Tatsache, dass das Umsatzvolumen auch in den 1960er Jahren jährlich anstieg, noch einige Jahre halten, Mitte der 1970er Jahre aber stand man kurz vor der Insolvenz.
Die Folgen der Ölkrise 1973 machten dem Unternehmen zu schaffen: Die Nachfrage nach Konsumartikeln ging drastisch zurück, zahlreiche namhafte Unternehmen mussten in dieser Zeit Konkurs anmelden. Die unmittelbare Ursache dafür, dass Josef Neckermann sein Lebenswerk verkaufen musste, war jedoch eine Folge unternehmerischer Fehlentscheidungen.
Ein Versuch, durch Preiserhöhungen im Herbst/Winter 1974/75 das Unternehmen zu retten, misslang, die Kunden wechselten zur Konkurrenz, so dass die Preiserhöhungen wieder zurückgenommen werden mussten. Zum 25-jährigen Firmenjubiläum 1975 reduzierte man die Preise sämtlicher Artikel des Frühjahr/Sommer-Katalogs um 10 %. Der daraufhin einsetzende Ansturm auf die im Preis ohnehin sehr knapp kalkulierten Artikel brachte jedoch das wirtschaftliche Aus: Die Devise „Die Menge macht’s“ schlug sich aufgrund des Preisnachlasses in negativem Sinne auf das Unternehmensergebnis nieder. Zwar wuchs der Umsatz 1975 von 2,9 Milliarden auf 3,5 Milliarden DM, die Jubiläumsaktion brachte dem Versandhaus jedoch einen Verlust von rund 4 Millionen DM ein.

### Die „Fusion“ von Neckermann mit Karstadt
Josef Neckermann blieb nichts anderes übrig, als Anteile seines Unternehmens, das alleine nicht mehr überlebensfähig war, zu verkaufen. Mit Karstadt-Chef Walter Deuss verhandelte er ab Frühjahr 1976 über eine mögliche Fusion, auf einer Pressekonferenz zur Hauptversammlung gab er am 7. Juli des Jahres bekannt, dass Karstadt als neuer Großaktionär bei Neckermann einsteigen würde.
In der Folge musste die geplante Fusion noch vom Kartellamt abgesegnet werden, die Genehmigung wurde am 19. November erteilt. Das Unternehmen war damit gerettet, doch das Geschäftsjahr 1976 lief für Neckermann erneut schlecht: der Gesamtgewinn des Konzerns wies ein Minus von 7,7 Millionen DM aus. Die Commerzbank, Hausbank der Familie Neckermann, zwang diese Ende 1976, sich von ihrem Firmenbesitz zu trennen, da zu diesem Zeitpunkt Josef Neckermanns Söhne als alleinige Gesellschafter für das Unternehmen hafteten, was die Neckermanns einen Großteil ihres Privatvermögens, 29 von 34 Millionen DM, kostete.
Die letzte Aktionärsversammlung der Neckermann Versand KGaA fand am 1. Juni 1977 statt, danach wurde sie in eine reine Aktiengesellschaft umgewandelt (Grundkapital: 137,4 Millionen DM), und durch Übernahme von 51,2 % der Aktien wurde die Karstadt AG neuer Haupteigentümer. Der Firmengründer Josef Neckermann wechselte zunächst für ein Jahr auf einen Posten im Aufsichtsrat der neuen Gesellschaft und wurde dann in den Ruhestand verabschiedet. Er erhielt 150.000 DM jährliche Betriebsrente und widmete sich anschließend ausschließlich seinem „zweiten Lebenswerk“, der Deutschen Sporthilfe. Auch sein Sohn Peter verließ das Unternehmen, als letzter Neckermann ging Johannes im August 1978. Beide Söhne wanderten 1980 bzw. 1981 in die USA aus, um sich dort eine neue Existenz zu schaffen.
Die Ära der Familie Neckermann war damit beendet.

### Massenentlassungen und Sanierung
Das „neue“ Unternehmen startete mit fast einer Milliarde Verlust bei einem Umsatz von 3,5 Milliarden Mark 1978. Noch in diesem Jahr wurden Tausende der zuletzt 18.000 Mitarbeiter entlassen; Beginn eines „Sanierungskurses“ des Neckermann-Konzerns, zu dem auch die Verkleinerung des Kundendienstes gehörte, der später ganz eingestellt wurde.
Karstadt führte 16 der 34 Neckermann-Kaufhäuser unter eigenem Namen weiter, die übrigen, meist kleineren Filialen wurden teilweise als Verkaufsstellen weitergeführt, teilweise verkauft oder geschlossen. Die beiden ehemaligen Frankfurter Warenhäuser an der Konstablerwache und im Nord-West-Zentrum wurden 1988 vom Bekleidungshaus Peek & Cloppenburg bezogen.
Der neue Eigentümer reduzierte das Unternehmen nach und nach auf das Versandgeschäft, die in den 1960er Jahren gegründeten Tochterunternehmen der Reise-, Immobilien- und Versicherungsbranche wurden verkauft:
- Der Reiseveranstalter NUR ging 1981 vollständig an die Karstadt AG und anschließend in der neuen Dachmarke NUR Touristic auf. 1997 wurde diese mit der Reisesparte des Lufthansa-Konzerns (Condor Flugdienst) zur heutigen Thomas Cook AG vereinigt. Zwar werden unter dem Markennamen Neckermann Reisen bis heute Reisen verkauft und unter anderem über die Website des Neckermann-Versands vertrieben, Reiseveranstalter ist aber die TC Touristik GmbH in Oberursel, an der Thomas Cook 90 % und KarstadtQuelle 10 % hält.
- Die Neckermann Eigenheim GmbH wurde 1982 an die Hochtief AG verkauft.
- Der Versicherer Neckura ging zunächst an die Mitbegründer, der Nationwide Mutual Insurance Company, und schließlich 2001 im Konzern Zurich Group auf und existiert heute sowohl als Unternehmen als auch als Eigenmarke nicht mehr.

Die Neckermann Versand AG, an der 1984 Karstadt über 95 % der Anteile besaß, schrieb erst 1987 mit einem Jahresüberschuss von 5,4 Millionen Mark wieder schwarze Zahlen.

### Neckermann im Arcandor-Konzern
Karstadt fusionierte schließlich 1999 mit Quelle, Neckermanns einst größtem Konkurrenten, zur KarstadtQuelle AG, die später in Arcandor AG umbenannt wurde. Damit war die Neckermann Versand AG neben der Quelle AG eines der beiden großen Universalversandhäuser und 100-prozentiges Tochterunternehmen des Arcandor-Konzerns. Beide zusammen hatten im Jahr 2004 – einschließlich Tochterunternehmen im In- und Ausland – 22.278 Mitarbeiter (2003: 22.966, 2002: 22.989), versandten 1.081 Kataloge in einer Gesamtauflage von rund 1,5 Milliarden Exemplaren und erzielten einen Umsatz von 5,92 Milliarden €, was einem Marktanteil von 30 % entspricht. Den Spezialversand hinzugerechnet, erwirtschaftete der Unternehmensbereich Versandhandel 52,5 % des Gesamtumsatzes der Arcandor-Gruppe.
Seit dem Jahr 2002 hatten die Aktiengesellschaften Quelle und Neckermann einen gemeinsamen Vorstandsvorsitzenden. Ab 1. Januar 2002 war dies Christoph Achenbach, er löste Werner Piotrowski an der Spitze von Neckermann ab. Nachdem Achenbach 2004 Vorstandsvorsitzender des Arcandor-Konzerns wurde, übernahm Arwed Fischer zum 1. April 2004 die Führung von Quelle und Neckermann, wurde aber, nachdem Achenbach im April 2005 den Konzern verließ, von Harald Pinger abgelöst.
Seitens der Konzernführung wurde immer wieder betont, dass beide Unternehmen als eigenständige Marken im Versandhandel bestehen bleiben. Andererseits brach der Umsatz des Konzerns im Unternehmensbereich Versandhandel 2004 um 9,5 % ein, der Umsatzrückgang setzte sich im darauf folgenden Jahr fort. Als Konsequenz kündigte die Konzernführung von Arcandor im November 2005 an, dass bei Neckermann-Versand bis Ende 2007 in Deutschland 337 Stellen abgebaut werden.
Neben anderen Aktiengesellschaften des Konzerns wurden zum 1. Januar 2006 sowohl Neckermann als auch Quelle in Deutschland jeweils in eine GmbH umgewandelt, seither firmiert die Neckermann Versand AG in Deutschland als neckermann.de GmbH. Gleichzeitig wurde Marc Oliver Sommer neuer Vorstand des Geschäftsbereichs Versandhandel der Arcandor AG. Zudem wurden in der neckermann.de GmbH Bernhard Oppenrieder und Harald Gutschi als Geschäftsführer eingesetzt, Letzterer schied am 1. März 2007 aus und wurde durch Torsten Waack ersetzt.

### Trennung von Arcandor
Am 28. November 2006 wurde bekannt, dass sich Arcandor von neckermann.de trennt, um sich auf sein eigenes Kerngeschäft zu konzentrieren. Ende 2007 wurde dies vollzogen, als Arcandor ohne Kaufpreis 51 Prozent der Anteile an neckermann.de an Sun Capital „verkaufte“. Neuer Sprecher der Geschäftsführung war ab 2008 Martin Lenz.
Ende Juni 2008 gab Neckermann bekannt, dass in der Schweiz kein Katalog mehr erscheinen wird, sondern neckermann.ch als reiner Internet-Versender agieren wird. Es war ein auf zwei Jahre angelegter Test, um die Internet-Strategie des Unternehmens zu verifizieren.
Am 1. Dezember 2008 wurde bekannt, dass die Neckermann-Führung den Aufsichtsrat gebeten hat, von allen Aufgaben entbunden zu werden. Diese Bitte wurde akzeptiert, sodass Martin Lenz, Vorsitzender der Geschäftsführung, Torsten Waack, Marketing-Chef bei Neckermann und Bernhard Dopf, verantwortlich für IT und Finanzen, nur noch im Amt blieben, bis Nachfolger für ihre Positionen gefunden waren. Hintergrund des Rücktritts ist ein gescheiterter Management Buy-out.
Ab 1. April 2009 war Henning Koopmann Vorsitzender der Geschäftsführung. Weitere Mitglieder der Geschäftsführung waren Helmut Steurer, Henning Bosch sowie Franz Wurzberger (CPO).
Von der Insolvenz der Arcandor AG im Juni 2009 war Neckermann, anders als Quelle, nicht unmittelbar betroffen. Die 49 Prozent Anteile an Neckermann, die Arcandor noch hielt, wurden im Oktober 2010 von Sun Capital Partners übernommen, das damit 100 Prozent an Neckermann hielt.
Das Unternehmen war – nach OTTO – der zweitgrößte Universalversender Deutschlands und der viertgrößte Europas. Im Jahr 2010 beschäftigte das Unternehmen in Deutschland rund 2400 Mitarbeiter und erwirtschaftete hier 871 Millionen Euro. 2011 konnte der Online-Shop im Durchschnitt monatlich 14 Millionen Besuche verbuchen. Täglich verließen ca. 33.500 Sendungen die Frankfurter Zentrale. Das Unternehmen erwirtschaftete in den letzten Jahren fast 80 Prozent des Umsatzes über das Internet und annähernd 90 Prozent der Neukunden waren Online-Kunden.

## Reorganisationsbemühungen, Insolvenz und Otto-Marke
Am 27. April 2012 gab das Unternehmen Pläne für eine organisatorische Umstrukturierung, eine Anpassung des Sortiments, die Neuausrichtung als reiner Onlinehändler und den Abbau von 1380 Arbeitsplätzen bekannt. Am 18. Juli 2012 stellte Neckermann.de beim Amtsgericht Frankfurt am Main Insolvenzantrag. Das Amtsgericht Frankfurt am Main bestellte Michael Frege und Joachim Kühne zu vorläufigen Insolvenzverwaltern. Neckermann.de hätte bis Ende September 2012 einen Investor finden müssen, was jedoch nicht geschah. Grund für die aussichtslose Suche waren die vielen Mängel und hohen finanziellen Risiken, durch die potentielle Investoren abgeschreckt wurden.
Am 26. September 2012 wurde mitgeteilt, dass die im Rahmen der Insolvenz betriebene Suche nach einem Investor erfolglos verlaufen sei und daher lediglich die Abwicklung des Unternehmens bleibe. Die finanzielle Lage habe sich laut Geschäftsleitung weiter verschlechtert, so dass der Betrieb nicht länger aufrechterhalten werden könne. Die meisten Mitarbeiter wurden demnach zum 1. Oktober 2012 entlassen. Das Insolvenzverfahren wurde an diesem Tag offiziell eröffnet. Dies betraf vor allem den Onlinehandel, die Neckermann Logistik GmbH und die Neckermann.Contact Heideloh GmbH.
Die Insolvenzverwalter gaben am 22. November 2012 bekannt, dass der ehemalige Konkurrent Otto-Versand die Rechte an der Marke „Neckermann.de“ in Deutschland und deren Eigenmarken sowie die Rechte an den Internet-Auftritten erworben hat. Außerdem werde Otto auch Zugang zu Adressdaten der Neckermann-Kunden erhalten, um werben zu können. Insgesamt soll Otto dafür 4,35 Millionen Euro gezahlt haben. Seit dem 4. Februar 2013 betrieb der Otto-Versand einen Onlineshop unter „Neckermann.de“. Im September 2021 stellt Otto ihn, gleichzeitig mit anderen Spezialshops, wieder ein und integrierte das Sortiment ins Otto-Angebot.

## Neckermann in Österreich
Im Jahr 1994 übernahm Neckermann in Österreich den Versandhandel der Firma Kastner & Öhler in Graz, die mit Neckermann schon länger zusammenarbeitete, sich nun aber vom Versand zurückzog. Im Jahr 1997 konnte Neckermann den ersten Österreich-Katalog herausbringen. Parallel dazu stieg Neckermann auch in den Online-Handel ein. Im Jahr 2010 hatte die von Deutschland unabhängig agierende GesmbH mit 330 Mitarbeitern einen Umsatz von 114 Millionen Euro und lag damit eigenen Aussagen zufolge an dritter Stelle im österreichischen Versandhandel.
Neckermann Österreich hat am 26. Juli 2012 in Graz ein Sanierungsverfahren ohne Eigenverwaltung beantragt. Die 300 Mitarbeiter wurden vorsorglich beim AMS zur Kündigung angemeldet. Durch die Abhängigkeit von der Mutterfirma in Deutschland sei es zur Zahlungsunfähigkeit gekommen, obwohl keine Überschuldung vorliegt. Am 21. Dezember 2012 wurden Verträge zur Übernahme von Neckermann Österreich durch die TopAgers AG unterzeichnet.

## Zukunft des Neckermann-Geländes
Die Zukunft von 13 der 24 Hektar des Neckermann-Geländes in Fechenheim war lange Zeit unklar. Sie wurde erschwert durch die Tatsache, dass auf dem Gelände Wohnungen aufgrund der Seveso-II-Richtlinie nicht gebaut werden dürfen. Das Gelände wurde kurz nach der Insolvenz von einem türkischen Investor gekauft. Nach den ursprünglichen Plänen sollte hier ein großes Handelszentrum entstehen, indes war im Jahr 2014 nur ein Drittel der Fläche vermietet; der übrige Teil stand leer.
Zum Höhepunkt der Flüchtlingskrise 2015/16 mietete das Land Hessen große Teile des Neckermann-Areals zur Unterbringung von bis zu 6000 Flüchtlingen an, die aber seit 2016 alle ausgezogen sind. Ein Entwicklungskonzept für das Areal existierte (Stand 2018) nicht.
2019 wurde in dem Gebäude der ehemaligen Neckermann-Zentrale der Tatort: Die Guten und die Bösen gedreht.
Im Februar 2020 kaufte Interxion 11 der 24 Hektar des Neckermann-Geländes und plant, dort für 1 Milliarde Euro Rechenzentren zu errichten und dazu auch das denkmalgeschützte Neckermann-Gebäude zu nutzen. Am 26. August 2021 wurde symbolisch ein Grundstein gelegt. Das 1975 aufgesetzte Dachgeschoss soll rückgebaut werden. Die Fassade soll wieder in den ursprünglichen Pastellfarben (Rot, Blau, Gelb) gestrichen werden.